# Aleksandăr Markov
Aleksandăr Markov (Sofia, 17 agosto 1961) è un ex calciatore bulgaro, di ruolo difensore.